# Stepànkovo (Sóbinka)
|  | Per a altres significats, vegeu «Stepànkovo». |

Stepànkovo (en rus: Степаньково) és un poble de l'óblast de Vladímir, a Rússia, segons el cens del 2010 tenia 32 habitants. Pertany al districte municipal de Sóbinka.